# Andrés Cunha
Andrés Ismael Cunha Soca (Montevideo, 1976. szeptember 8. –) uruguayi nemzetközi labdarúgó-játékvezető. 2013-tól vezet nemzetközi mérkőzéseket, fújt már többek között a Copa Libertadoresen és a Copa Américán. Részt vett a 2017-es U20-as labdarúgó-világbajnokságon is. Asszisztensei a nemzetközi mérkőzéseken Nicolás Taran és Mauricio Espinoza.
A 2018-as világbajnokságon, a C csoport Franciaország–Ausztrália mérkőzésén a világbajnokságok történetében ő ítélt először büntetőt a videóbíró segítségével.

## Vezetett mérkőzései
| 2017-es U20-as labdarúgó-világbajnokság | 2017-es U20-as labdarúgó-világbajnokság | 2017-es U20-as labdarúgó-világbajnokság | 2017-es U20-as labdarúgó-világbajnokság |
| Dátum                                   | Mérkőzés                                | Helyszín                                | Forduló                                 |
| --------------------------------------- | --------------------------------------- | --------------------------------------- | --------------------------------------- |
| 2017. május 22.                         | Franciaország – Honduras                | Cheonan                                 | Csoportkör                              |
| 2017. május 25.                         | Szenegál – Egyesült Államok             | Incheon                                 | Csoportkör                              |
| 2017. május 30.                         | Dél-Korea – Portugália                  | Cheonan                                 | Nyolcaddöntő                            |

## Fordítás
Ez a szócikk részben vagy egészben  az   Andrés Cunha című angol Wikipédia-szócikk fordításán alapul.  Az eredeti cikk szerkesztőit annak laptörténete sorolja fel. Ez a jelzés csupán a megfogalmazás eredetét és a szerzői jogokat jelzi, nem szolgál a cikkben szereplő információk forrásmegjelöléseként.